# بهرامچه
بهرامچه، شهری در مرکز ولسوالی دیشو، ولایت هلمند، افغانستان است.